# Noël Leslie, Countess of Rothes

Noël Leslie, Countess of Rothes (um 1907)

Lucy Noël Martha Leslie, Countess of Rothes (* 25. Dezember 1878 in Kensington, London als Lucy Noël Martha Dyer-Edwardes; † 12. September 1956 in Hove, Sussex) war eine britische Philanthropin und Adelige. Sie erlangte vor allem als Passagierin der Titanic und aufgrund ihres Verhaltens während des Untergangs des Schiffes Bekanntheit. Die Countess of Rothes galt als bekannte Persönlichkeit der Londoner Gesellschaft und setzte sich im Verlauf ihres Lebens für zahlreiche wohltätige Zwecke ein.

## Leben
Lucy Noël Martha Dyer-Edwardes war die einzige Tochter von Thomas und Clementina Dyer-Edwardes, ihre Großmutter Lucy Sale-Barker erlangte als Autorin von Kinderbüchern Bekanntheit. Ihre Eltern waren sehr wohlhabend, sie wuchs in der damals zum Familienbesitz gehörenden Benediktinerabtei Prinknash, einem Anwesen in der Normandie und einem Stadthaus in Kensington (in dem sie auch geboren wurde) auf. Am 19. April 1900 heiratete Dyer-Edwardes den Adeligen Norman Leslie, 19. Earl of Rothes und wurde somit zur Countess of Rothes. Sie schrieb ihren Namen zeitweise auch Noëll, in ihrer Geburtsurkunde ist jedoch die Schreibweise Noël eingetragen.
Seit 1904 lebte die Countess of Rothes überwiegend auf dem Landsitz Leslie House in Fife, das Ehepaar besaß jedoch noch weitere Immobilien. Der Earl und die Countess of Rothes waren bekannte Persönlichkeiten der damaligen Gesellschaft und nahmen an öffentlichen Veranstaltungen teil. Besonders die Countess war hierdurch regelmäßig in Illustrierten zu sehen. Das Paar hatte zwei Kinder: Den späteren Earl of Rothes Malcolm Leslie (1902–1975) sowie John Wayland Leslie (1909–1991).
Die Countess of Rothes setzte sich für verschiedene wohltätige Projekte ein. So beteiligte sie sich am jährlich stattfindenden Royal Caledonian Ball zur Unterstützung der Royal Caledonian School für Waisenkinder. Zu ihren weiteren Engagement zählten Wohltätigkeitsprojekte zugunsten der Queen Victoria School, dem Randolph Wemyss Memorial Hospital und dem Chelsea Hospital for Women. Hinzu kamen eine Vielzahl von Spendenveranstaltungen sowie Maskenbälle und Gartenpartys in Zusammenarbeit mit Millicent Sutherland-Leveson-Gower, Duchess of Sutherland. Ab 1911 folgten Engagements für das Rote Kreuz, darunter die Einrichtung einer Zweigstelle in einem Dorf nahe Fife. Ebenfalls in der Nähe von Fife entstand eine Klinik mit finanzieller Unterstützung der Countess of Rothes.
Die Countess pflegte enge Kontakte zur Königsfamilie und war mit Louise, Duchess of Argyll befreundet. Im Rahmen von Veranstaltungen der Königsfamilie betätigte sich die für ihre Schönheit bekannte Countess als Tänzerin sowie als Amateurschauspielerin bei einer Vorführung im Falkland Palace. 1911 eröffnete sie eine Feier im Devonshire House mit der Vorführung eines Menuetts. Die Countess of Rothes war auch politisch aktiv und setzte sich unter anderem für das Wahlrecht der Frauen sowie eine Reform des Home Rule ein.

### Untergang derTitanic
Die Countess of Rothes reiste in Begleitung ihrer Eltern (die das Schiff jedoch in Cherbourg wieder verließen), der Cousine ihres Mannes (Gladys Cherry) und eines Dienstmädchens an Bord der Titanic, um ihren auf Dienstreise in den USA und Kanada reisenden Ehemann zu treffen. Die Countess und Cherry belegten zunächst Kabine C-37, sollen jedoch später in die größere Suite B-77 gewechselt sein. Zum Zeitpunkt der Kollision mit dem Eisberg schliefen beide Frauen bereits, wurden jedoch von der Erschütterung geweckt und gingen an Deck, wo sie von Kapitän Edward John Smith aufgefordert wurden, zurück in ihre Kabine zu gehen und ihre Rettungswesten anzulegen.
Die Countess wurde mit ihren beiden Mitreisenden kurz nach 1.00 Uhr Ortszeit in Boot Nummer 8 in Sicherheit vom Schiff gebracht. Nachdem das Boot zu Wasser gelassen worden war, saß sie zuerst an der Pinne und half später beim Rudern, was von der zeitgenössischen Presse oft aufgegriffen wurde. Sie soll zudem die Personen im Boot gebeten haben, umzukehren und Überlebende aus dem Wasser zu fischen, wurde jedoch überstimmt. Die Countess verbrachte fast die gesamte Zeit bis zur Rettung durch die Carpathia am Ruder und tröstete die Frauen im Boot, die ihre Männer beim Unglück verloren hatten. Die Bemerkung einer im selben Boot sitzenden Stewardess, dass sie sich durch ihren Einsatz berühmt gemacht hätte, soll sie mit „Ich hoffe nicht. Ich habe nichts getan“ beantwortet haben. Nach dem Unglück schenkte sie dem kommandierenden Seemann Thomas William Jones und dem am Ruder sitzenden Stewart Alfred Crawford silberne Taschenuhren mit Gravur als Dank für ihren Einsatz.

### Leben nach derTitanic
Während des Ersten Weltkriegs war die Countess of Rothes als Krankenschwester tätig, zunächst im zu einem Krankenhaus umgebauten Familiensitz, später im Coulter Hospital in London. Nachdem ihr Mann 1916 im Kampf verwundet worden war, pflegte sie ihn selbst.
Nach dem Tod des Earl of Rothes am 29. März 1927 heiratete die Countess im Dezember desselben Jahres den Colonel Claud Macfie, ihren Titel behielt sie auch weiterhin bei. Das Paar lebte in Hove sowie auf dem Anwesen der Macfies in Fairford. Gegen Ende ihres Lebens wurde die Countess mehrfach von Walter Lord für dessen 1955 erschienenes Buch Die letzte Nacht der Titanic (A Night to Remember) interviewt.
Am 12. September 1956 starb Noël Leslie, Countess of Rothes an einem Herzleiden im Alter von 77 Jahren in ihrer Wohnung in Hove. Sie wurde an der Seite ihres ersten Mannes im Familiengrab in der  Christ’s Kirk on the Green Churchyard in der Nähe von Fife beigesetzt. Eine Gedenkplakette an der St. Mary’s Church in Fairford erinnert an sie.
Die Countess of Rothes wird in mehreren Verfilmungen zum Untergang der Titanic dargestellt: 1979 in S.O.S. Titanic von Kate Howard, 1997 in James Camerons Titanic von Rochelle Rose und 2012 in der Miniserie Titanic von Pandora Colin. Sie findet zudem Erwähnung in der ersten Folge der Fernsehserie Downton Abbey im Zusammenhang mit dem Untergang der Titanic.